# Паралельні світи
«Паралельні світи» (оригінальна назва англ. Upside Down — дослівно укр. Догори дриґом) — франко-канадська фантастично-романтична драма режисера Жуана Дієґо Соланаса (також був сценаристом), що вийшла 2012 року.
Продюсуванням картини зайнялися Клод Леже, Дімитрій Рассам, Атон Сомаго, Джонатан Ванґер і Алексіс Вонарб. Прем'єра фільму відбулася 22 серпня 2012 року у Казахстані. В Україні прем'єра відбулась 23 серпня 2012 року.

## Сюжет
| Одного разу, кілька тисяч років тому, дві планети притягнулась одна до одної. Там правили мир і гармонія. Але варто було верхньому світу набути впевненості і влади, як між планетами почалося протистояння. Здавалося, ніщо не може примирити паралельні світи. Вона — донька президента верхнього світу. Ця тендітна дівчина зі сильним характером і не підозрювала, що душа її здатна кохати. Він — її половина. Їхня зустріч була визначена наперед, їх долі переплелися воєдино. Чи зможе Він, всупереч законам фізики свого світу, бути разом зі своєю коханою? |

## У ролях
| Актор           | Персонаж                              |
| --------------- | ------------------------------------- |
| Кірстен Данст   | Еден (англ. Eden)                     |
| Джим Стерджесс  | Адам (англ. Adam)                     |
| Тімоті Сполл    | Боб Боручовіц (англ. Bob Boruchowitz) |
| Ніл Напье       | агент охорони (англ. Security agent)  |
| Джейн Хейтмейер | співробітниця (англ. Executive)       |

## Критика
Фільм отримав такі відгуки: Internet Movie Database — 6,4/10 (10 722 голоси).